# MTN-Qhubeka/2011
Deze pagina geeft een overzicht van de MTN-Qhubeka-wielerploeg in 2011. 

## Algemene gegevens
Sponsors: MTN, Qhubeka
Algemeen manager: Douglas Ryder
Ploegleider(s): Tiaan Kannemeyer
Fietsen: Raleigh

## Renners
| Naam                        | Geboortedatum | Nationaliteit | Ploeg 2010      |
| --------------------------- | ------------- | ------------- | --------------- |
| Arran Brown                 | 24-03-1985    | Zuid-Afrika   | Amateur         |
| Dylan Girdlestone           | 11-10-1989    | Zuid-Afrika   |                 |
| Daryl Impey                 | 06-12-1984    | Zuid-Afrika   | Team RadioShack |
| Reinardt Janse Van Rensburg | 03-02-1989    | Zuid-Afrika   |                 |
| Charles Keey                | 28-07-1985    | Zuid-Afrika   | Neo             |
| Stanley Namanyana           | 24-04-1988    | Zuid-Afrika   |                 |
| Johannes Christoffel Nel    | 28-11-1991    | Zuid-Afrika   | Neo             |
| Adrien Niyonshuti           | 02-02-1987    | Rwanda        |                 |
| Loto Petrus                 | 03-12-1987    | Namibië       | Onbekend        |
| Bradley Potgieter           | 11-05-1989    | Zuid-Afrika   |                 |
| James Tennent               | 04-03-1989    | Zuid-Afrika   | Neo             |
| Christoff Van Heerden       | 13-01-1985    | Zuid-Afrika   |                 |
| Dennis Van Niekerk          | 19-10-1984    | Zuid-Afrika   | Onbekend        |
| Martin Wesemann             | 19-03-1984    | Zuid-Afrika   | Neo             |

## Overwinningen
Nationale kampioenschappen wielrennen
Zuid-Afrika tijdrit: Daryl Impey
Namibië tijdrit: Loto Petrus
Namibië wegrit: Loto Petrus
Ronde van Marokko
2e etappe: Reinardt Janse Van Rensburg
3e etappe: Arran Brown
7e etappe: Daryl Impey
9e etappe: Arran Brown
Herald Sun Tour
2e etappe: Reinardt Janse Van Rensburg
Ronde van Rwanda
7e etappe: James Tennent
2007 · 2008 · 2009 · 2010 · 2011 · 2012 · 2013 · 2014 · 2015 · 2016 · 2017 · 2018 · 2019 · 2020 · 2021